# Francisca de Rímini

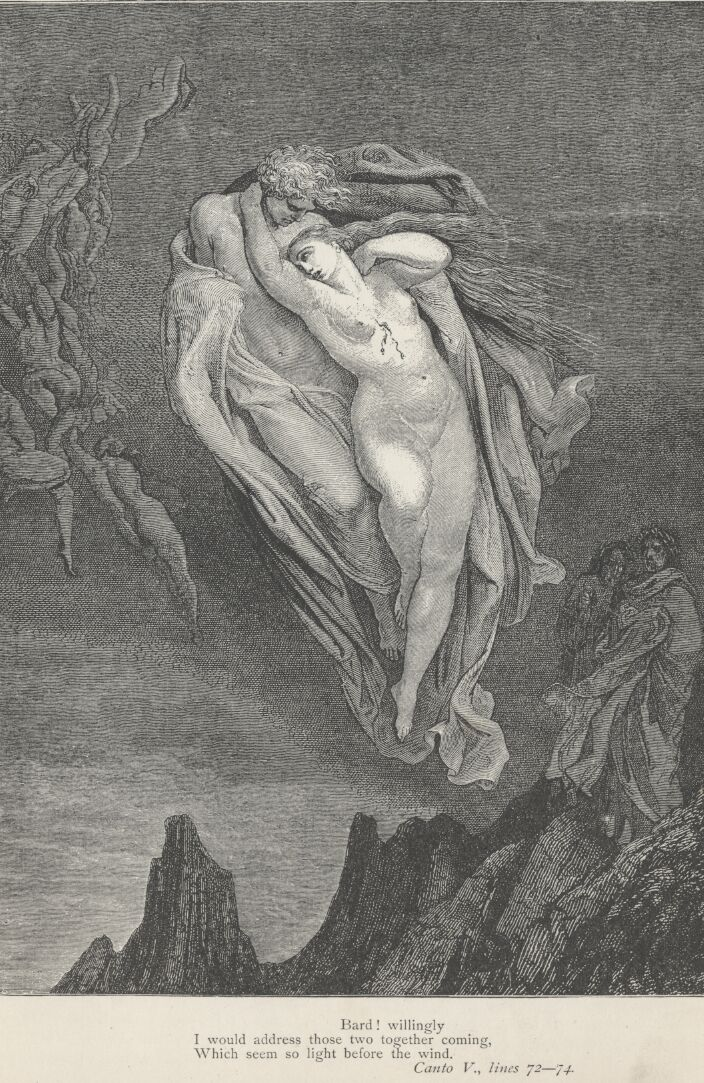
"Paolo e Francesca" de Gustave Doré

Francesca da Rimini (Francisca da Polenta) (Ravena, 1255 – Gradara, 1285) foi uma nobre medieval italiana, filha de Guido da Polenta, governante de Ravena, fonte de inspiração de Dante Alighieri, que a retratou na Divina Comédia.

## Vida
Francesca da Rimini provavelmente nasceu na cidade de Ravena, sendo conhecida pela sua beleza. Seu pai, Guido da Polenta era o governante da cidade e estava em guerra com a família Malatesta, de Rimini. Quando as famílias negociaram um acordo de paz, por conveniência, Guido concedeu Francesca em casamento para Giovanni Malatesta (Gianciotto),  o filho mais velho de Malatesta da Verucchio, lorde de Rimini. Giovanni era um homem culto, porém de péssima aparência e tinha o corpo deformado. Guido sabia que Francesca não concordaria com o casamento de modo que ele foi realizado por procuração através do irmão mais novo, Paolo Malatesta, que era jovem e bonito. Francesca e Paolo não demoraram a se apaixonar.
De acordo com Dante, Francesca e Paolo foram seduzidos pela leitura da história de Lancelote e Ginevra, e se tornaram amantes. Posteriormente foram surpreendidos e assassinados por Giovanni. Dante utilizou o romance de Lancelot, a fim de caber no âmbito do regime de amor poesia lírica, que emula Francesca no Canto V do Inferno.
O nome "Francesca" se tornou popular entre os aristocratas.

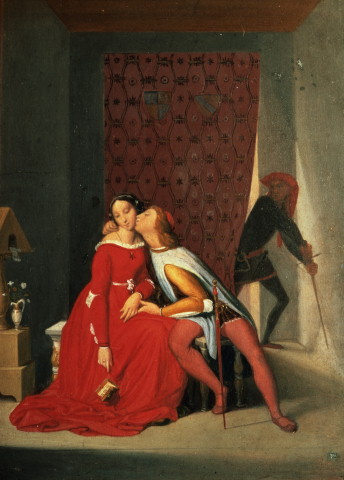
Jean Auguste Dominique Ingres, Gianciotto descobre Paolo e Francesca (1819).

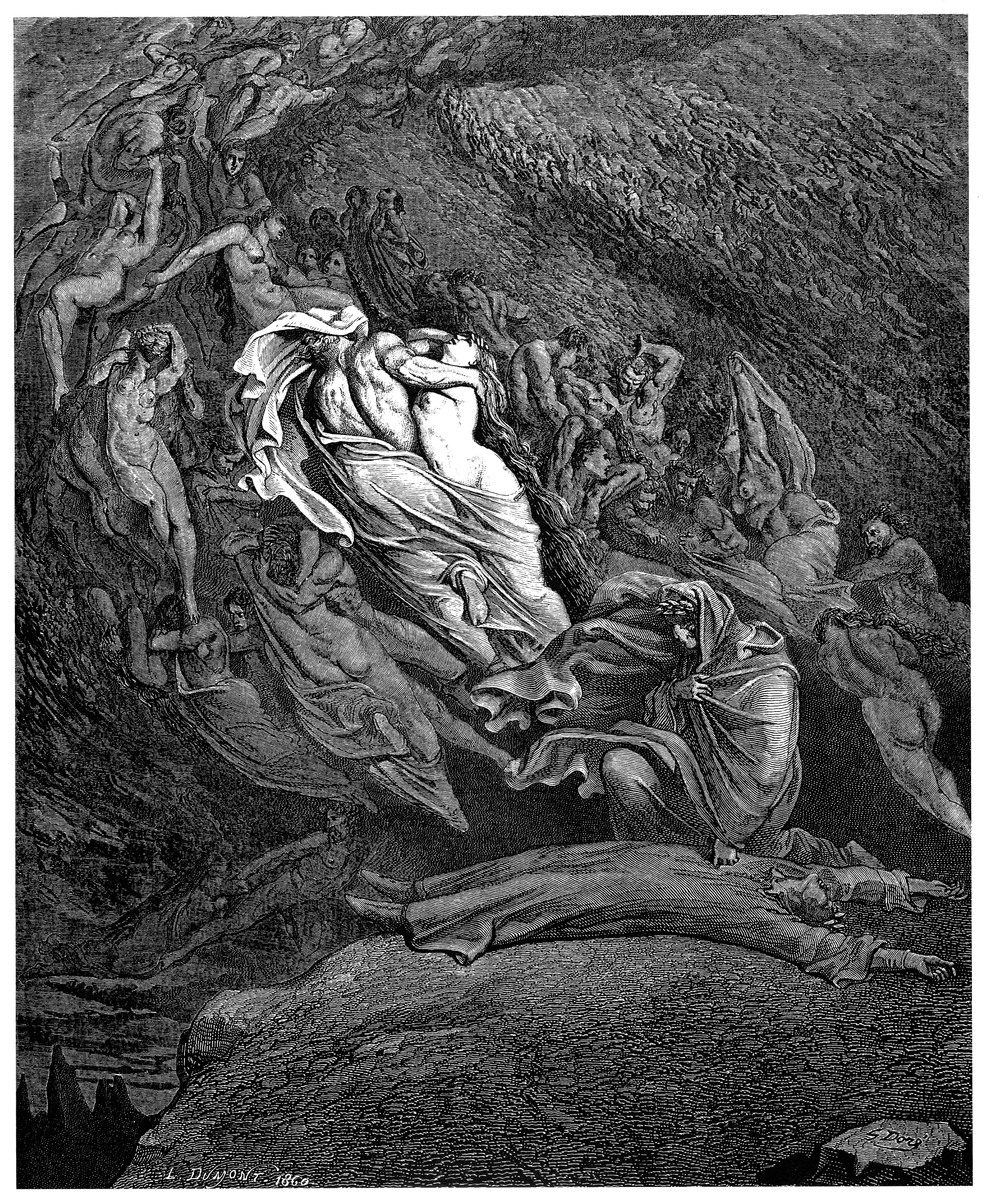
Gustave Doré, ilustração da Divina Comédia (1857)

## Francisca de Rímini na arte

### Poetas
- Dante Alighieri, A Divina Comédia (Inferno, Canto V), (1308-1321)
- Leigh Hunt, História de Rimini,(1816)

### Teatro e ópera
- Silvio Pellico, Francesca da Rimini. (1818). Tragedy.
- George Henry Boker, Francesca da Rimini. (1853). Play.
- Gabriele d'Annunzio, Francesca da Rimini. Tragedy written (1901) for d'Annunzio's mistress, Eleonora Duse.
- Francis Marion Crawford, Francesca da Rimini. (1902). Play.
- Saverio Mercadante. Francesca da Rimini. Opera (1831).
- Sergei Rachmaninoff, Francesca da Rimini. Opera (1906).
- Riccardo Zandonai, Francesca da Rimini. Opera (1914).

### Música
- Pyotr Ilyich Tchaikovsky, Francesca da Rimini. Poema Sinfónico (1876).
- Francesca - Hozier

### Arte
- Joseph Anton Koch, Paolo and Francesca Surprised by Gianciotto (1805-10). Watercolor, Thorvaldsen Museum, Copenhagen.
- Marie-Philippe Coupin de la Couperie, The Tragic Love of Francesca da Rimini (1812). Oil on canvas, Napoleon Museum, Arenberg
- Jean-Auguste-Dominique Ingres, Paolo and Francesca (1819). Oil on canvas. Musée des Beux-Arts, Angers, France.
- Ary Scheffer, Francesca da Rimini and Paolo Malatesta appraised by Dante and Virgil (1835). Oil on canvas. Wallace Collection, Londres.
- Ary Scheffer, Francesca da Rimini and Paolo Malatesta appraised by Dante and Virgil (1855). Oil on canvas. Louvre, Paris.
- Gustave Doré, Francesca da Rimini (illustration to Dante's Inferno, 1857).
- Alexandre Cabanel, The Death of Francesca da Rimini and Paolo Malatesta (1870). Oil on canvas. Musée d'Orsay, Paris.
- Auguste Rodin, O Beijo (1888)

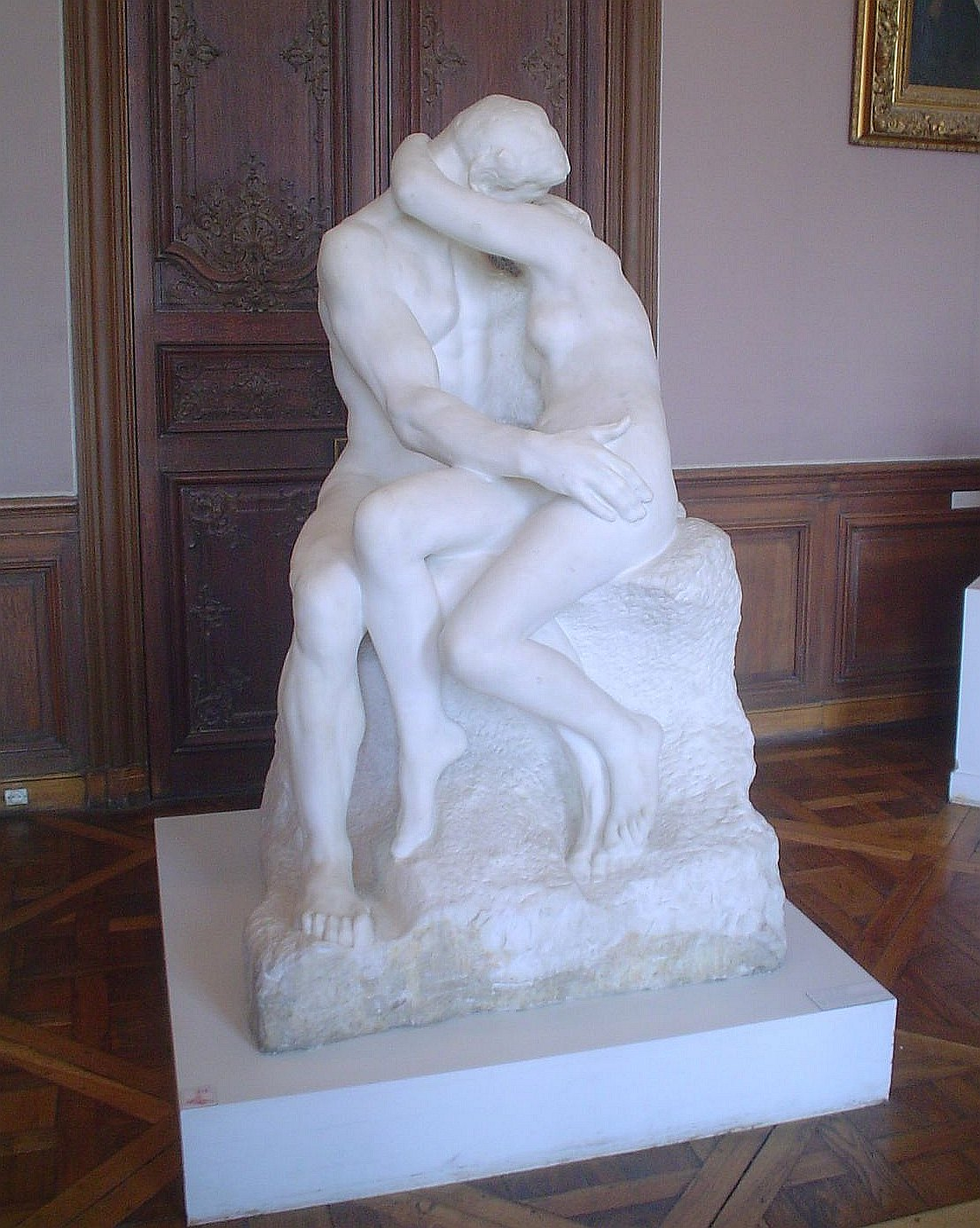
RodinThe Kiss (1888) título original Francesca da Rimini.
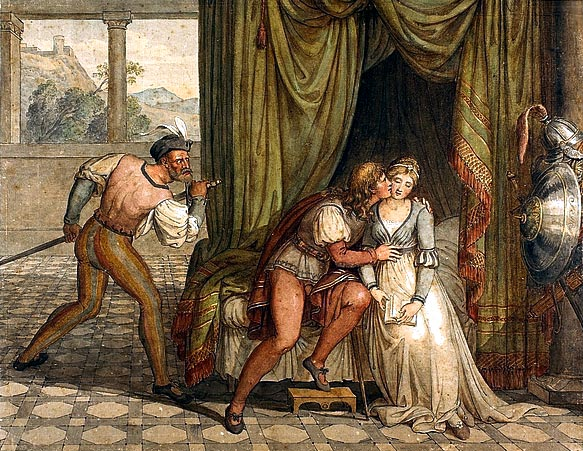
Joseph Anton Koch, Paolo and Francesca Surprised by Gianciotto (1805-10).
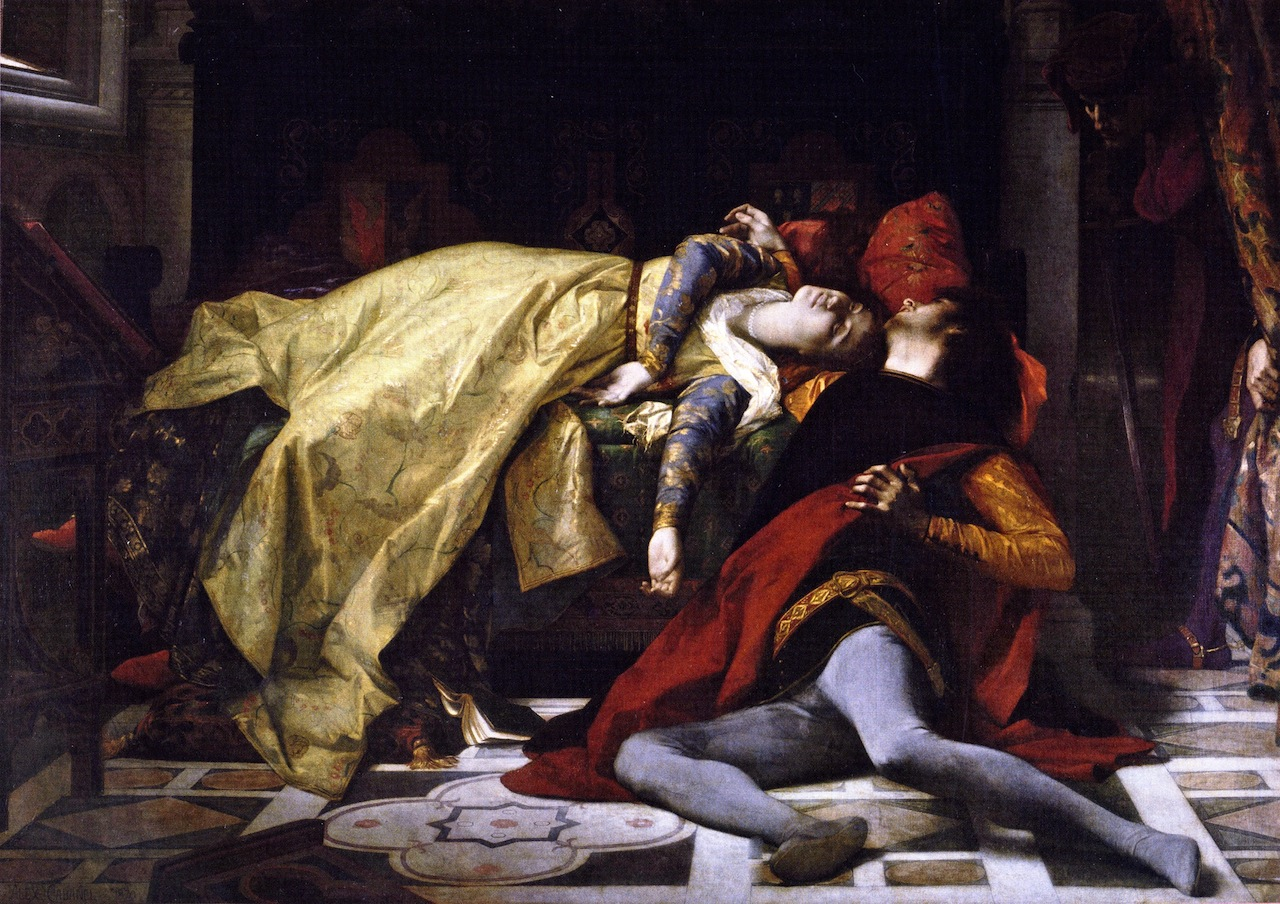
Alexandre Cabanel, Mort de Francesca da Rimini et de Paolo Malatesta, ca. 1870.